# Till Roenneberg
Till Roenneberg (ur. 4 maja 1953 w Monachium) – niemiecki biolog specjalizujący się w chronobiologii człowieka.

## Życiorys
Ukończył biologię na Uniwersytecie Ludwika i Maksymiliana w Monachium, gdzie zdobył również tytuł doktora oraz odbył staż podoktorski w pracowni słynnego chronobiologia Jürgena Aschoffa. Przez kilka lat prowadził badania nad mechanizmami komórkowymi zegara biologicznego na Uniwersytecie Harvarda. Obecnie pełni funkcję wiceprzewodniczącego Instytutu Psychologii Medycznej na monachijskiej uczelni.

## Działalność naukowa
Większość prowadzonych przez niego badań dotyczy rytmów biologicznych człowieka, w szczególności występujących wśród ludzi różnic w zakresie zapotrzebowania na sen i schematów aktywności dobowej, będących podstawą wyróżnienia różnych chronotypów. Jest twórcą terminu social jet-lag (społeczny zespół nagłej zmiany strefy czasowej), określającego powszechne we współczesnych społeczeństwach prowadzenie trybu życia niezgodnego z wewnętrznym rytmem biologicznym, wymuszane przez obowiązki związane z pracą i szkołą, a także potencjalne negatywne skutki tego zjawiska.
Prowadził również badania nad rytmami biologicznymi organizmów jednokomórkowych, między innymi bruzdnic i grzybów Neurospora crassa.

## Książki
- Internal Time: Chronotypes, Social Jet Lag, and Why You’re So Tired. Cambridge, London: Harvard University Press, 2012. ISBN 0-674-06585-9. Brak numerów stron w książce